# Campazas
Campazas è un comune spagnolo di 162 abitanti situato nella comunità autonoma di Castiglia e León.

## Curiosità
Il nome del villaggio di Campazas compare nel titolo dell'opera satirica Historia del famoso predicador Fray Gerundio de Campazas, alias Zotes del 1758, scritta dal gesuita spagnolo José Francisco de Isla. Il romanzo mette alla berlina una certa pomposa, ipertrofica e pedante oratoria dei predicatori religiosi dell'epoca, le false credenze e la superstizione popolare, e propugna un ritorno a una religiosità più genuina. L'opera riscuote un grande successo, ma per la sua carica critica contro una certa parte del clero dell'epoca, ne viene, in seguito, proibita la ristampa e la pubblicazione per finire con l'espulsione dell'autore dalla Spagna.